# 德怀恩·莫顿
德怀恩·拉蒙特·莫顿（英語：Dwayne Lamont Morton，1971年8月8日—），美国NBA联盟前职业篮球运动员。他在1994年的NBA选秀中第2轮第18顺位被金州勇士选中。